# Leichtathletik-Weltmeisterschaften 2011/Teilnehmer (Bhutan)
| Goldmedaillen | Silbermedaillen | Bronzemedaillen |
| ------------- | --------------- | --------------- |
| —             | —               | —               |

Der Leichtathletik-Verband Bhutans stellte bei den Leichtathletik-Weltmeisterschaften 2011 im südkoreanischen Daegu einen Teilnehmer.

## Ergebnisse

### Männer

#### Laufdisziplinen
| Athlet          | Disziplin | Vorlauf | Vorlauf | Halbfinale | Halbfinale | Finale       | Finale   |
| Athlet          | Disziplin | Zeit    | Platz   | Zeit       | Platz      | Zeit         | Platz    |
| --------------- | --------- | ------- | ------- | ---------- | ---------- | ------------ | -------- |
| Sangay Wangchuk | Marathon  |         |         |            |            | 2:38:33 h NR | 49 (51)* |

* Anmerkung: Zunächst als 51. das Ziel erreicht, aufgrund von Disqualifikation zweier Athleten wegen Dopings als 49. in den Siegerlisten geführt.